# Kirill Peskov
Kirill Aleksandrovič Peskov (in russo: Кирилл Александрович Песков; Kyzyl, 1º maggio 1990) è un cosmonauta russo.
Il 14 marzo 2025 è partito per la sua prima missione spaziale con il ruolo di specialista di missione della SpaceX Crew-10 e ingegnere di volo della missione di lunga durata Expedition 73 a bordo della Stazione spaziale internazionale (ISS). È previsto che faccia ritorno sulla Terra l'8 agosto 2025, dopo 146 giorni di missione.

## Biografia

### Istruzione e primi lavori
Conseguì il diploma presso la scuola n.14 di Nazarovo, Territorio di Krasnojarsk, nel 2007. Successivamente, nel 2012, completò gli studi presso l'Istituto superiore di aviazione civile di Ul'janovsk, specializzandosi in "Operazioni di volo degli aeromobili" e ottenendo la qualifica di ingegnere. Tra settembre 2012 e luglio 2013 lavorò come co-pilota degli aerei Boeing 757 per la compagnia aerea Nordwind Airlines a Chimki, nella regione di Mosca. Dal luglio 2013 fino a settembre 2018 ricoprì il ruolo di co-pilota su Boeing 757/767 per la compagnia aerea Ikar (Pegas Fly) presso l'Aeroporto di Krasnojarsk-Emel'janovo, accumulando oltre 3000 ore di volo. Al 2024 detiene il grado di tenente di riserva.

### Carriera di cosmonauta
Nel marzo 2017, Peskov presentò la candidatura per la selezione di cosmonauti per il gruppo di selezione del 2018 che nell'agosto 2018 superò divenendo un candidato cosmonauta. Dal 1º ottobre 2018 al novembre 2020 seguì l'addestramento generale dello spazio presso il Centro di addestramento cosmonauti Jurij Gagarin (GCTC), superando l'esame finale il 25 novembre 2020 e ottenendo la qualifica di cosmonauta collaudatore il 2 dicembre 2020. Tra gennaio 2019 e luglio 2021 partecipò a vari addestramenti specifici, tra cui l'addestramento di sopravvivenza nei boschi in inverno, nell'acqua a Noginsk con il conseguimento della qualifica di sommozzatore, in mare aperto nel Mar Nero e nel deserto con un equipaggio simulato. Inoltre, svolse l'addestramento di gruppo che i cosmonauti svolgono dopo essere diventati cosmonauti collaudatori, durante il quale si studiano in modo più approfondito i sistemi alla Sojuz e del segmento orbitale russo della Stazione spaziale internazionale (ISS).

#### SpaceX Crew-10 (Expedition 73)
Nel maggio 2023 venne designato come ingegnere di volo 2 di riserva della Sojuz MS-26 e nello stesso ruolo dell'equipaggio principale della Sojuz MS-27 (Expedition 73). Tra febbraio e agosto 2024 seguì l'addestramento come membro di riserva di Aleksandr Gorbunov per la missione SpaceX Crew-9. Da settembre 2024 fa parte dell'equipaggio principale della missione SpaceX Crew-10 (Expedition 73). Il lancio era inizialmente previsto per il 12 marzo ma venne rinviato al 14 marzo per un problema idraulico alle strutture di Terra appena 44 minuti prima del lancio. Il 14 marzo 2025 la navicella Endurance lasciò la rampa di lancio 39A del Complesso di lancio 39 del Kennedy Space Center per raggiungere lo spazio a bordo di un lanciatore Falcon 9 Block 5. Dopo un viaggio di 29 ore, la navicella Endurance eseguì un docking automatico con il boccaporto anteriore di Harmony il 14 marzo 2025. L'undocking con la ISS previsto per il 7 agosto venne rinviato di un giorno per condizioni metereologiche sfavorevoli. La Crew-10 sarà la prima missione che ammarerà al largo delle coste californiane.